# Павловский (Пермский край)
Павловский — посёлок городского типа в Очёрском районе Пермского края России.
Население — 3142 чел. (2023).
Расстояние до ближайшей железнодорожной станции Верещагино 33 км.

## История
Павловский ведёт свою историю с 1816 года, когда при плотине Бурдинской мельницы, в 9 верстах от Очёрского завода, был заложен вспомогательный, по отношению к Очёрскому, Павловский завод. Завод наименован Павловским в честь владельца, генерал-адъютанта графа Павла Александровича Строганова.
Статус посёлка городского типа — с 25 февраля 1929 года.
В 2016 году, в рамках торжеств по случаю 200-летия со дня основания, в посёлке состоялось открытие памятника Павлу Строганову. Памятник был установлен по инициативе жителей и является первым в Пермском крае памятником представителю династии Строгановых, положивших начало промышленному освоению Урала. Автор памятника — пермский скульптор Борис Уральский.

## Население
| 1959  | 1970  | 1979  | 1989  | 2002  | 2006  | 2007  | 2009  | 2010  |
| ----- | ----- | ----- | ----- | ----- | ----- | ----- | ----- | ----- |
| 6503  | ↘4851 | ↘4285 | ↘3834 | ↘3408 | ↘3300 | →3300 | ↘3278 | ↘3191 |
| 2012  | 2013  | 2014  | 2015  | 2016  | 2017  | 2018  | 2019  | 2020  |
| ↗3231 | ↗3258 | ↘3256 | ↗3258 | ↘3226 | ↘3220 | ↗3230 | ↘3197 | ↘3160 |
| 2021  | 2023  |       |       |       |       |       |       |       |
| ↘3147 | ↘3142 |       |       |       |       |       |       |       |

## Экономика и культура
Наиболее значимым предприятием посёлка является Павловский машиностроительный завод. Основная деятельность завода — производство турбобуров, винтовых забойных двигателей и запчастей к ним. Продукция завода используется для бурения и ремонта нефтяных и газовых скважин.
В 1908 году при двухклассном начальном училище посёлка была создана библиотека — одна из 2000 открытых по всей России на средства книгоиздателя, просветителя и мецената Ф. Ф. Павленкова. После ряда преобразований и переводов в другие помещения библиотека, получившая имя Ф. Ф. Павленкова, стала информационно-культурным и просветительским центром посёлка.

## Галерея
- Памятник графу П. А. Строганову
- Петропавловская церковь
- Воинский мемориал
- Плотина заводского пруда
- Водосброс плотины
- Петропавловская церковь

## Известные уроженцы
- Колчина, Алевтина Павловна (1930—2022) — советская лыжница, чемпионка Олимпийских игр (1964), заслуженный мастер спорта СССР (1958).